# Ignacio Valle Garagorri
Ignacio Valle Garagorri fue un pintor español. Nació en Madrid en 1948 y murió en esa misma ciudad en 2014.

## Infancia y juventud (1948-1970)
Procedente de una familia de intelectuales y diplomáticos, en la que destaca su tío, el filósofo Paulino Garagorri, discípulo de Ortega y Gasset. La inquietud intelectual familiar se refleja en la elección de escuela: Valle se educó en el Colegio Estudio, raro superviviente de la tradición de la Institución Libre de Enseñanza tras su desmantelamiento por el franquismo.
En 1968 inició estudios en la Universidad Complutense de Madrid. En ese mismo año realizó un cortometraje en 8 mm, «El cine soy yo», que estrenó en un colegio mayor. También viajó a París, participando en el Mayo francés. Tanta inquietud artística y viajera limitó su vida universitaria a un año en la facultad de Medicina y dos en la de Filosofía. Desde 1970 fue siempre autodidacta.
En 1970 viajó a Londres, donde por primera vez pintó profesionalmente, vendiendo sus cuadros en Bayswater Road.

## Encuentro conRoc Alabern(1970)
Camino de Estocolmo, en el tren conoció casualmente al pintor Roc Alabern, con el que inició una amistad en Suecia y Londres, donde vivieron en una comuna de hippies. Siguió una separación, porque Alabern volvió a Tarrasa y Valle marchó a África, pero la relación siguió hasta el fallecimiento de Roc en 2003. Nunca dejaron de intercambiar ideas y proyectos. 

## Viaje por África (1971-1975)
El viaje de cuatro años por África producirá a Valle impactos de gente, colores y olores que lo acompañarán toda la vida. Durante la ruta africana, su acceso a recursos pictóricos es limitado, y de esa época son sus dibujos con rotuladores. También piezas de artesanía y cerámica inspiradas en el arte local de los sitios visitados, como una vasija de terracota en Bafia o una pipa de bronce con dos cabezas en Dahomey (actual Benin). En Johannesburgo (1974) y Ciudad del Cabo (1975) vuelve a realizar obra comercial, a base de aguaplast y esmaltes  

## Etapa paisajista: influencias de Claudio de Lorena y Paul Cezanne (1975-1985)
Vuelve a España en 1975 y se va a vivir a un pueblo de Valladolid. Sus cuadros absorben los colores ocres de la tierra, y luchan por expresarse incluyendo palabras y frases.
En 1977 vuelve a Madrid y sigue su búsqueda de un estilo propio. El descubrimiento de Claudio de Lorena lo emociona, y pinta cuadros de grandes dimensiones con personajes sumidos en paisajes con elementos arquitectónicos como puentes y ruinas.
Paulatinamente, las pinceladas empiezan a salir de la tela, y continúan en el marco. Como escribirá en el 2002 sobre su Teoría Molecular Curvista (TMC):

La pintura ha sido hasta ahora un ente estático, una totalidad reforzada por un marco... Al destruir el marco, el cuadro, a pedazos, se extiende por el universo.

Empieza a pasar los veranos en el País Vasco, y lleva algunos libros de Cezanne, cuya obra estudia y emula. Sus cuadros de referencia son los de la serie de óleos  Montaña Sainte-Victoire. Su paleta cambia a verdes y azules, pero siempre con colores vivos y luminosos.

## Elcuarto cubista(1985-1989)
Coincidiendo con su amigo Roc Alabern, decide volver a las raíces de la pintura, y ello lo conduce a los cubistas, reconduciendo su obra como si fuera uno de ellos. Empieza con el estilo analítico pasando al sintético, y haciendo también collages de factura cubista. En esta etapa gusta de autodenominarse El cuarto cubista, jugando con un texto de Gertrude Stein… Todo el mundo sabe que hubo tres cubistas auténticos: Picasso, Braque y Gris. Pero nadie ha oído hablar, hasta el momento, de un cuarto cubista, decía. El cuarto cubista era yo, añadía.    

## El curvismo (1990-1998)
Tras la etapa cubista llegó la creación de su propio estilo, al que llamó curvismo, y que describió en un informe o manifiesto titulado Teoría molecular curvista. Óleos abstractos, con predominio de azul, marrón y verde, y una geografía de ventanas al paisaje atravesadas por curvas en forma de pieza de marfil. Su descripción es:

El hecho curvista consiste en algo tan elemental como es la unión de una curva y un cuadrado, principios constitutivos o postulados parciales, según se entienda, de una única realidad. Mediante la aplicación de estas dos figuras geométricas, con variaciones, se desborda la fantasía subjetiva del artista, colocando el conocimiento visual en un nivel diferente y específico, el de los cuadrados y las curvas, como un punto fijo donde pivotar

Convencido de que ha encontrado su estilo, sigue desarrollándolo en años de mucha actividad. Empieza a exponer composiciones con cuadros muy grandes uniendo varias telas y renunciando al contorno rectangular, a la fijación en la pared (usa los techos) y al lienzo plano (sus cuadros sobresalen de la pared). En esa evolución, sus obras empiezan a parecerse más a muebles que a cuadros, y crea sillas curvistas, primero maquetas y después piezas de tamaño real en madera: Por primera vez, revolucionariamente, se puede sentar uno en un cuadro. Una de sus sillas resultó finalista en el XI concurso Pieza única de artesanía, 2004, de la Comunidad de Madrid 

## Últimas etapas artísticas. Enfermedad (2000-2014)
La curiosidad e inquietud de Valle lo acercaron al arte digital. Profundiza en Photoshop hasta conseguir series de paisajes obtenidos a partir de fotos, siendo notable su serie dedicada a Venecia.
En 2003 falleció Roc Alabern. En 2006-2007 Valle fue comisario de la triple exposición Repas al Proces realizada para recordar la obra de Alabern en la sala Muncunill, Les Amics dels Arts y Centre Cultural Caixa Terrassa. 
En 2007 Ignacio Valle fue diagnosticado con Esclerosis Múltiple.
Con graves limitaciones físicas, simplificó las ventanas de su obra curvista a rectángulos planos que seguían estando entrecruzados por las curvas en forma de pieza de marfil. Rojo, amarillo, negro y blanco planos, en una última etapa inspirada intencionadamente en Mondrian.
Falleció el 14 de diciembre de 2014
En 2018 se realizó una exposición de la obra y trayectoria paralela de Alabern y Valle en el Castell de La Bisbal con el lema L'Art no té fronteres. Una amistat. En 2019, en Tarrasa, se volvió a presentar por Les Amics dels Arts 